# Distrito de Vevey
El distrito de Vevey es uno de los diecinueve distritos del cantón de Vaud. Limita al norte con los distritos de Veveyse y Gruyère, ambos ubicados en el cantón de Friburgo, al este con Pays-d'Enhaut, al sureste con Aigle, al sur con Monthey (VS) y con los departamentos franceses de Alta Saboya y Ródano-Alpes, al oeste limita con el distrito de Lavaux.
Una parte del lago Lemán hace parte del distrito. A partir del 1 de enero de 2008, el distrito de Vevey se fusionará con el distrito de Pays-d'Enhaut, debido a la reforma administrativa que se lleva a cabo en el cantón de Vaud. El nuevo distrito llevará el nombre de Riviera-Pays-d'Enhaut.

## Comunas por círculo
| Chardonne         | 2765 | 10,30 |
| Corseaux          | 2092 | 1,06  |
| Corsier-sur-Vevey | 3119 | 6,74  |
| Jongny            | 1336 | 2,16  |

| Blonay                  | 5272   | 16,03 |
| La Tour-de-Peilz        | 10'470 | 3,29  |
| Saint-Légier-La Chiésaz | 4343   | 15,12 |

| Montreux | 23'010 | 33,40 |
| Veytaux  | 806    | 6,73  |

| Vevey | 16'641 | 2,39 |

- Datos: Q689290